# Borkovac (montagne)
Pour les articles homonymes, voir Borkovac.
Le mont Borkovac (en serbe cyrillique : Борковац) est un sommet des monts Zlatibor, un massif situé dans la région de Stari Vlah au sud-ouest de la Serbie. Il s'élève à une altitude de 1 260 m.